# Aleurocystidiellum subcruentatum
Aleurocystidiellum subcruentatum är en svampart som först beskrevs av Berk. & M.A. Curtis, och fick sitt nu gällande namn av P.A. Lemke 1964. Aleurocystidiellum subcruentatum ingår i släktet Aleurocystidiellum, ordningen Russulales, klassen Agaricomycetes, divisionen basidiesvampar och riket svampar.   Inga underarter finns listade i Catalogue of Life.